# Learning to Drive
Learning to Drive is een Amerikaanse film uit 2014 onder regie van Isabel Coixet. De film is gebaseerd op een essay uit 2002 van de schrijfster Katha Pollitt in The New Yorker.
De film ging in première op 9 september op het Internationaal filmfestival van Toronto waar hij op de tweede plaats eindigde bij de People's Choice Award.

## Verhaal
Wendy, een succesvol schrijfster neemt rijlessen met rijinstructeur Darwan als een manier om meer zelfvertrouwen te krijgen na haar scheiding van Ted.

## Rolverdeling
| Acteur            | Personage |
| ----------------- | --------- |
| Patricia Clarkson | Wendy     |
| Ben Kingsley      | Darwan    |
| Jake Weber        | Ted       |
| Grace Gummer      | Tasha     |